# Glenida
Glenida es un género de escarabajos longicornios de la subfamilia Lamiinae. Fue descrito por Charles Joseph Gahan en 1888.

## Especies
- Glenida cyaneipennis Gahan, 1888
- Glenida cyaneipennis ikedai Mitono, 1939
- Glenida cyaneofasciata Breuning, 1952
- Glenida dauberi Vives y Heffern, 2016
- Glenida izabelae Vives, 2018
- Glenida longiantennata Gouverneur, 2024
- Glenida luteago Holzschuh, 2013
- Glenida nudiceps Holzschuh, 2013
- Glenida puncticollis Breuning, 1961
- Glenida suffusa Gahan, 1888
- Glenida sulphurea Vives y Heffern, 2016